# Kleine Wasserschlange
Die Kleine Wasserschlange (lateinisch Hydrus), auch Südliche Wasserschlange oder Männliche Wasserschlange genannt, ist ein Sternbild des Südhimmels.

## Beschreibung

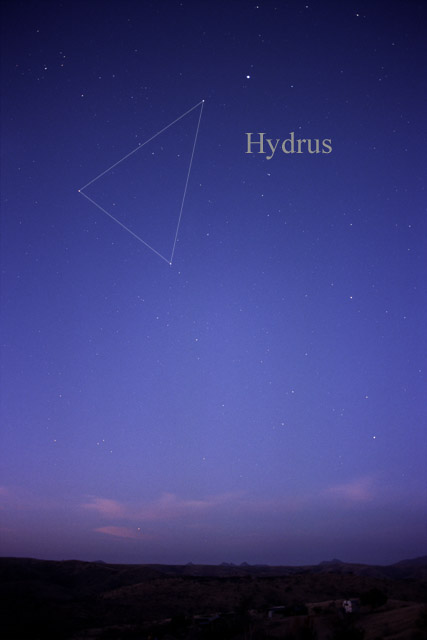
Das Sternbild Hydrus, wie es mit dem bloßen Auge gesehen werden kann

Die Kleine Wasserschlange ist ein wenig ausgeprägtes Sternbild, nur zwei Sterne sind heller als die 3. Größenklasse. Man findet sie südlich des hellen Achernar, dem südlichsten Stern des Eridanus. Sie liegt zwischen der Großen Magellanschen Wolke (LMC) und der Kleinen Magellanschen Wolke (SMC).
Die Kleine Wasserschlange ist von Europa aus nicht sichtbar. Man kann sie nur von Standorten südlich des 8. Breitengrades vollständig beobachten.

## Geschichte
Die Kleine Wasserschlange gehört zu den Sternbildern, die Ende des 16. Jahrhunderts von den niederländischen Seefahrern Pieter Dirkszoon Keyser und Frederick de Houtman eingeführt wurden. Johann Bayer übernahm sie in seinen 1603 erschienenen Himmelsatlas Uranometria.
Sie ist das südliche Gegenstück der nördlichen oder „weiblichen“ Wasserschlange (lat. Hydra).

## Himmelsobjekte

### Sterne
| B  | Namen o. andere Bezeichnungen | Vmag (mag) | Lj   | Spektralklasse |
| -- | ----------------------------- | ---------- | ---- | -------------- |
| β  | Beta Hydri                    | 2,82       | 24,4 | G1 IV          |
| α  | Alpha Hydri                   | 2,86       | 71   | F0 V           |
| γ  |                               | 3,26       | 150  | M1 III         |
| δ  |                               | 4,08       |      |                |
| ε  |                               | 4,12       |      |                |
| η2 |                               | 4,68       | 217  | G8 III         |
| ν  |                               | 4,76       |      |                |
| ζ  |                               | 4,83       |      |                |
| λ  |                               | 5,09       |      |                |
| μ  |                               | 5,27       |      |                |
| ι  |                               | 5,51       |      |                |
| θ  |                               | 5,51       |      |                |
| π1 |                               | 5,57       |      |                |
| π2 |                               | 5,67       |      |                |
| κ  |                               | 5,99       |      |                |
| τ2 |                               | 6,05       |      |                |
| σ  |                               | 6,15       |      |                |
| τ1 |                               | 6,33       |      |                |

Beta Hydri ist mit nur 24,4 Lichtjahren Entfernung einer der nächsten Sterne in der Umgebung der Sonne. Er ist ein gelblich leuchtender Stern der Spektralklasse G1 IV. Er besitzt eine ähnliche Masse wie unsere Sonne, ist aber mit einem Alter von etwa sieben Milliarden Jahren weiter entwickelt und hat sich auf einen Durchmesser von über zwei Millionen Kilometer aufgebläht.
Alpha Hydri ist ein 71 Lichtjahre entfernter, weiß leuchtender Stern der Spektralklasse F0 V.
Der Stern SMSS0313 - 6708 soll der älteste bekannte Stern überhaupt sein.